# 孙康林
孙康林（1953年12月—），男，汉族，江苏南京人，中华人民共和国政治人物，曾任北京市人民政府秘书长，北京市人大常委会副主任。